# Vedelspangbøssen
Vedelspangbøssen er en hagebøsse fra omkring år 1400, og er en af de ældste skydevåben fra Danmark. Vedelspangbøssen blev fundet i 1859 under udgravning på Vedelspang Voldsted nær Selk i Slesvig, hvor der har ligget en borg anlagt af Erik af Pommern i 1416, som blev ødelagt i 1426. Fundet blev overdraget til Tøjhuset i København den 15. marts 1860.
Bøssen er udført i smedejern og består af et kort løb med en lille hage eller krog undersiden og et langt håndtag. Bøssens kaliber er omkring 18 mm i kammeret, og 27 mm ved mundingen. Løbet er 270 mm langt, og hele våbnet er 810 mm langt. Den vejer 2,44 kg. Hagebøssen er blevet antændt ved at føre en luntestok til fænghullet, hvor der var drysset sortkrudt. Den har haft en estimeret effektiv rækkevidde på 75 m. Hagen kunne bruges til at hægte over en mur eller palisade så den kunne tage rekylet. Bøssen er blevet ødelagt ved sprængning.
Vedelspangbøssen opbevares på Tøjhusmuseet, og er det ældste skydevåben i samlingen. De arkæologiske frilandsmuseum Middelaldercentret ved Nykøbing Falster har fremstillet en rekonstruktion af våbnet, som demonstreres for publikum.